# Le Rosaire (roman)
Pour les articles homonymes, voir Rosaire (homonymie).
Le Rosaire (titre original : The Rosary), est un roman de l’écrivain britannique Florence L. Barclay, publié en 1909. Grand succès d’édition pendant de nombreuses années consécutives, il atteint la première place des ventes en 1910 et a été plusieurs fois adapté au cinéma.
En France, le roman est paru pour la première fois en 1921 aux éditions Librairie Payot et Cie, et a été régulièrement réédité jusqu'en 1972.

## Présentation
Récit d’un amour éternel d'une simplicité attendrie, Le Rosaire s'est vendu à plus de 150 000 exemplaires en un an. Traduit en huit langues, le roman sera également adapté au cinéma à plusieurs reprises (dont un film français). Selon le journal The New York Times, Le Rosaire est le best-seller numéro un de l’année 1910 aux États-Unis. La longévité de son succès est telle que, vingt-cinq ans plus tard, le magazine Sunday Circle publie le roman sous forme de feuilleton et, en 1926, le dramaturge français André Bisson l'adapte pour le théâtre, à Paris. En 1947, plus d'un million d'exemplaires de Le Rosaire ont été vendus dans les pays de langue anglaise.

## Résumé
Jeune femme de trente ans, Jane Champion, orpheline fortunée d'extraction noble, a pour seule parente une tante, la duchesse de Meldrum. Grande et pourvue d'une belle silhouette, elle n'a cependant pas été dotée par la Nature d'un beau visage. Réconciliée avec sa laideur, dotée de grandes qualités et d'une vive intelligence, Jane compte de nombreux amis fidèles et dévoués, parmi lesquels Garth Dalmain, un très bel homme, peintre et amoureux de la beauté. Lors d'un récital donné par sa tante, Jane doit remplacer au pied levé la chanteuse, malade. Très bonne chanteuse elle-même, ce défi ne l'effraye pas, et c'est avec assurance qu’elle entonne "Le Rosaire", une mélancolique chanson d'amour. Cette soirée va bouleverser son existence... 

## La chanson "Le Rosaire"
Paroles de la chanson :
Les heures que j'ai passées avec vous, cher cœur 

Sont pour moi un chapelet de perles

Je les égrène, une à une, une à une...

Mon rosaire... Mon rosaire... 
Chaque heure une perle, chaque perle une prière.

Pour calmer un cœur par l’absence torturé

Je compte chaque grain jusqu’au dernier, et là

Une croix est suspendue.
Ô souvenirs qui brûlent et consolent ! 

Ô gain stérile et amers regrets ! 
 
Je baise chaque perle et j'essaye d'apprendre 

À baiser la croix... à baiser la croix ! 

## Remarque
De par son thème (héroïne laide, fiancé aveugle, etc.), Le Rosaire n'est pas sans rappeler Jane Eyre, roman célèbre écrit en 1847 par Charlotte Brontë. Est-ce d'ailleurs un hasard si Florence L. Barclay a donné à son héroïne le même prénom (Jane), ou bien a-t-elle voulu montrer par ce choix qu'elle reconnaît s'être inspiré du célébrissime roman de Charlotte Brontë ?

## Éditions françaises
- 1921 : Le Rosaire, Librairie Plon - Nourrit et Cie, Paris ; traduit par E. de Saint-Segond ; relié, In-16, 260 p.
- 1972 : Le Rosaire, Éditeur J’ai lu 287 (première édition chez l’éditeur en 1967) ; traduit par E. de Saint-Segond ; broché, 309 p.

## Adaptations
Au cinéma
- 1922 : The Rosary, États-Unis, réalisé par Jerome Storm, avec Lewis Stone, Jane Novak, Wallace Beery.
- 1931 : The Rosary, États-Unis, réalisé par Guy Newall, avec Margot Grahame, Elizabeth Allan, Walter Piers.
- 1934 : Le Rosaire, France, réalisé par Tony Lekain et Gaston Ravel, avec Louisa de Mornand, André Luguet, Hélène Robert.
- 1944 : El Rosario (1944), Mexique, réalisé par Juan José Ortega, avec Andrea Palma, Tomás Perrín et Tana Devodier.
- 1945 : Tuya en cuerpo y alma, Mexique, réalisé par Alberto Gout, avec Sara García, Crox Alvarado et Alejandro Cobo.

Au théâtre
- 1925 : Le Rosaire, d'André Bisson. Pièce en 3 actes et 4 tableaux. Producteur : Firmin Gémier. Directeur de salle de spectacle. Représentée pour la première fois, à Paris, sur la scène du Odéon-Théâtre de l'Europe le 13 novembre 1925. Interprétation : Andrée Mégard (Jane Campbell) et Jean Yonnel (Gérard Dalmain)[6].

## Sources
- Bibliothèque nationale de France (voir "Accès au catalogue général de la BnF")
- (fr) Biographie de Florence Barclay
- (en) Biographie de Florence Barclay